# Gijs van Solkema
Gijs van Solkema (* 21. Mai 1998) ist ein niederländischer Volleyballspieler.

## Karriere
Solkema begann seine Karriere 2013 beim Drittligisten VC Sneek. 2014 wechselte der Zuspieler, dessen Onkel Arno van Solkema als Trainer unter anderem bei den Solingen Volleys aktiv war, zum Talent Team Papendal, mit dem er in der ersten niederländischen Liga spielte. Außerdem gehört er seit 2013 zur niederländischen Juniorennationalmannschaft. 2017 wurde er vom deutschen Bundesligisten SVG Lüneburg verpflichtet. Nach einem kurzen Gastspiel 2020 bei IBB Polonia London kehrte er nach Lüneburg zurück.